# Phytoplasma oryzae
Phytoplasma oryzae è una specie di batterio appartenente alla famiglia delle Acholeplasmataceae.